# عایشه انصاریه
عایشه انصاریه (۱۱۹۵ - ۱۲۱۰م) (نسب: عایشه بنت مَعمَر بن فاخر) بانوی محدث برجستهٔ مصری در سدهٔ ششم هجری بود. محمد بن عبدالواحد مقدسی از شاگردان او بود. جمال‌الدین قفطی دربارهٔ او در النجوم الزاهرة نوشته است.